# ماری کاریلو
ماری کاریلو (انگلیسی: Mary Carillo؛ زاده ۱۵ مارس ۱۹۵۷) یک تنیس‌باز اهل ایالات متحده آمریکا است.